# HD105601
HD105601 — хімічно пекулярна зоря спектрального класу A2, що має видиму зоряну величину в смузі V приблизно  7,4.
Вона  розташована на відстані близько 381,0 світлових років від Сонця.